# USS Northampton (CLC-1)
Pour les autres navires du même nom, voir USS Northampton.
L'USS Northampton (CA-125/CLC-1/CC-1) est un croiseur lourd de classe Oregon City construit pour l'United States Navy pendant la Seconde Guerre mondiale.
Troisième navire à porter ce nom, le croiseur est mis sur cale le 31 août 1944 sous le numéro de fanion CA-125, par la Bethlehem Steel au chantier naval Fore River de Quincy, dans le Massachusetts. Les travaux étant suspendus entre le 11 août 1945 et le 1er juillet 1948, il est finalement lancé le 27 janvier 1951 sous le numéro de fanion CLC-1. Sponsorisé par Mme Edmond J. Lampron, le Northampton est mis en service le 7 mars 1953 en tant que croiseur de commandement, sous la responsabilité du captain William D. Irvin.

## Historique
Après sa croisière inaugurale, le Northampton rejoint le Commandement des forces de développement opérationnel de la flotte de l'Atlantique. Pendant sept mois, il effectue de nombreux tests sur son nouvel équipement. À la fin de ceux-ci en septembre 1954, il prend le commandement d'une force opérationnelle de cuirassés de la flotte de l'Atlantique. Il démontra ses nombreuses capacités en tant que navire de commandement tactique en servant de navire amiral, d'abord pour le commandant de la flotte amphibie de la flotte de l'Atlantique (d'octobre à novembre 1954), puis pour le commandant de la 6e flotte (de décembre 1954 à mars 1955). Entre le 1er septembre et le 22 octobre, il sert de vaisseau amiral du commandement de la « Strike Force » de l'Atlantique, poste qu'il occupera fréquemment au cours des quinze prochaines années.
Le 24 février 1956, le Northampton achève sa première révision au chantier naval de Norfolk, à Portsmouth (Virginie). Après une formation de base au large de Cuba, il participe, au sein du groupe de la première division de missiles guidés de la Marine (CruDiv 6), à la première démonstration publique du missile Terrier. En avril, il navigue pendant six mois vers l’est avec la 6e flotte et, au cours de l’été 1957, il reprend ses croisières d’entraînement pour les aspirants, ne revenant que très rarement dans les eaux européennes entre 1958 et 1961. Déployé à l'occasion pour des exercices de l'OTAN et de la flotte, ainsi que pour des visites de courtoisie dans les pays étrangers, le navire de commandement est visité par de hauts responsables gouvernementaux de divers pays européens, dont le roi des Belges Baudouin I et le roi de Norvège Olav V.

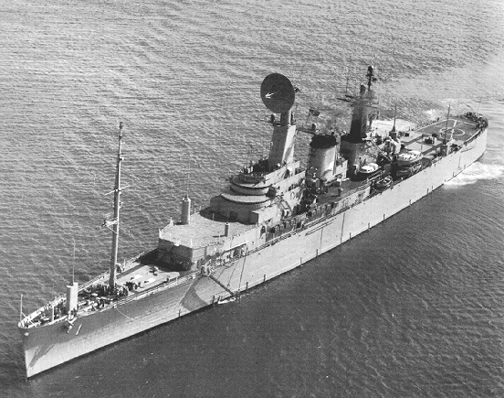
L'USS Northampton dans sa configuration finale.

À noter qu'à partir de 1961, il servit de poste de commandement national d'urgence (National Emergency Command Post Afloat) destiné à maintenir la continuité du pouvoir politique du gouvernement américain en cas de guerre nucléaire. Pour cette fonction de « Maison Blanche flottante », il fut modifié avec un pont supplémentaire, équipé d'un plus haut mât de communications de la Marine et un équipement de communication multi-liens, afin de servir de bâtiment relais pour télécommunications. Seul le porte-avions Wright fut dévoué à cette même tache.
Reclassé CC-1 le 15 avril 1961, le Northampton opère l’Atlantique Ouest jusqu’à son retrait du service en février 1970. Il enchaîne croisières dans les eaux canadiennes et les eaux panaméennes, sert de navire d'essais pour le nouveau matériel de communication et accueille des dignitaires nationaux et internationaux, dont les présidents John F. Kennedy et Lyndon B. Johnson. Le navire est finalement retiré du service et rayé du Naval Vessel Register le 31 décembre 1977. Sa démolition prend fin le 1er mars 1980.

## Décorations
- National Defense Service Medal (x2)